# Corticaria longicornis
Corticaria longicornis là một loài bọ cánh cứng trong họ Latridiidae. Loài này được Herbst miêu tả khoa học năm 1793.